# ハンナ・クリメッツ
ハンナ・イゴラヴナ・クリメッツ（ベラルーシ語: Ганна Ігараўна Клімец、ラテン文字転写: Hanna Klimets、1998年3月4日 - ）は、ベラルーシの女子バレーボール選手。ポジションはオポジット。ベラルーシ代表。

## 来歴

### クラブチーム
バラーナヴィチ出身。2013年、Atlantへ入団。2015年9月、ウラロチカ・エカテリンブルクへの入団が発表され、2015/16シーズンのロシアスーパーリーグで準優勝、2017/18、2018/19、2019/20シーズンのロシアスーパーリーグで3位となった。2020年5月、ディナモ・モスクワへの移籍することが発表され、2020/21シーズンのロシアスーパーリーグとロシアカップで準優勝した。2021年6月、イタリアセリエA1のアクア&サポーネ・ローマへの移籍が発表され、1年間プレーした。2022/23シーズンはトルコリーグのクゼイボルでプレーした。2023/24シーズンはロシアのディナモ・カザンでプレーし、2023/24シーズンのロシアスーパーリーグで優勝を果たした。

### 代表チーム
アンダーカテゴリーの代表として2016年、U-19欧州選手権に出場。2017年にシニア代表へ初選出され、同年の欧州選手権に出場し7位となった。2019年、ヨーロッパリーグでは銅メダルを獲得した。2021年、欧州選手権ではエースとして活躍した。

## 球歴
- 欧州選手権 - 2017年、2019年、2021年

## 所属チーム
- Atlant（2013-2015年）
- ウラロチカ・エカテリンブルク（2015-2020年）
- ディナモ・モスクワ（2020-2021年）
- アクア&サポーネ・ローマ（2021-2022年）
- クゼイボル（2022-2023年）
- ディナモ・カザン（2023-2024年）
- Aras Kargo SK（2024年-）